# Codex d'Alep
Le Codex d'Alep (en hébreu כֶּתֶר אֲרָם צוֹבָא Keter Aram Tsova) est la plus ancienne version connue de la Bible hébraïque selon la massora tibérienne. Il aurait été écrit entre 910 et 930 de notre ère.
Bien qu'il ne soit plus complet depuis 1947 (environ un tiers de ses pages manquent, entre autres la plus grande partie de la Torah), contrairement au codex de Léningrad, il demeure la plus grande autorité en matière de massora (« transmission », la tradition par laquelle les Écritures hébraïques ont été préservées à travers les générations), et donc le plus fiable concernant le texte biblique, sa vocalisation et sa cantillation.
C'est sur la base du codex d'Alep que le rabbin et décisionnaire Moïse Maïmonide (1135-1204) a édicté les règles exactes de rédaction de rouleaux de la Torah. Ces édits halakhiques confèrent au codex d'Alep un sceau d'autorité suprême, même si Maïmonide ne l'a utilisé qu'au sujet des sections ouvertes et fermées, et non pour le texte lui-même.
Le Codex d’Alep est inscrit le 8 février 2016 sur la liste des biens du patrimoine mondial.

## Rédaction et édition du codex
Selon les indications laissées dans les dernières pages du codex, ses consonnes auraient été copiées par un scribe du nom de שלמה בן-בויאעא Shlomo ben Bouya'a dans la région de Tibériade aux alentours de 920. Le texte fut ensuite vérifié, vocalisé, et doté de notes massorétiques par Aharon ben Moshe ben Asher. Celui-ci était le dernier et plus illustre descendant de la famille Ben Asher, scribes et massorètes éminents depuis cinq générations, ayant établi la version la plus exacte de la Massora, donc de la Bible hébraïque.
Le codex de Léningrad, daté de la même période, a la réputation d'être sorti du scriptorium de Ben Asher. Cependant, d'après son propre colophon, il a seulement été corrigé d'après des manuscrits rédigés par Ben Asher, et il n'existe aucune preuve permettant d'attester que Ben Asher l'aurait eu sous les yeux.
Le codex Sassoon, également daté d'environ 900 de notre ère, est jugé plus complet que le codex d'Alep.

## Contenu du codex
Le codex était complet jusqu'en 1947, mais à cette date, les émeutes anti-juives à Alep en Syrie l'ont considérablement abîmé.
Il est possible, à la lumière des recherches sur le codex d'Alep (principalement la description qu'en a faite Umberto Cassuto avant sa disparition), de reproduire sa structure. Il semble que le codex d'Alep avait 491 pages, dont 295 ont été préservées, et 196 perdues. Les parties perdues du codex d'Alep sont :
1. Les sept premières pages, qui incluaient les chapitres du Diqdouq haMassora, un commentaire grammatical-massorétique.
2. Cent dix-huit pages, contenant le Pentateuque jusqu'à Deutéronome 28:17.
3. Trois pages du second livre des Rois (2 rois 14:21-18:13).
4. Trois pages du livre de Jérémie (29:9-31:34) – et la page précédant ce trou est partiellement déchirée.
5. Trois pages des 12 prophètes (les petits prophètes) - Amos 8:13 à Michée 5:1.
6. Quatre pages de la fin des 12 prophètes – la fin du Livre de Sophonie jusqu'au Livre de Zacharie 9:17 (y compris le Livre d'Aggée).
7. Deux pages des psaumes (15:1-25:1).
8. Trente-six pages des Autres Écrits – depuis le Cantique des cantiques 3:11 jusqu'à la fin (incluant l'Ecclésiaste, le Livre des Lamentations, le Livre d'Esther, le Livre de Daniel, le Livre d'Ezra et le Livre de Néhémie.
9. Une page de la partie contenant les auteurs puis les propriétaires du codex.
10. Vingt pages à la fin du codex, avec les annotations massorétiques.

Comme le codex de Léningrad, le codex d'Alep suit l'ordre des livres selon la tradition de Tibériade, qui diffère des autres Bibles hébraïques dans la section des Ketouvim ou l'ordre est : Chroniques, Psaumes, Job, Proverbes, Ruth, Cantique des cantiques, Ecclésiaste, Lamentations, Esther, Daniel, Ezra-Néhémie.

## Histoire du codex
D'après la page du codex indiquant ses auteurs et ses propriétaires, le livre a été dédié, vers le milieu du XIe siècle, à la communauté karaïte de Jérusalem par le karaïte Yisrael Ben Simha, de Bassorah (Irak actuel). On ignore s'il était demeuré auparavant dans la famille Ben Asher ou s'il avait déjà été vendu à des Karaïtes avant sa dédicace par ceux-ci à la communauté de Jérusalem. Cette seconde hypothèse est particulièrement soutenue par les Karaïtes eux-mêmes, car elle leur permet de soutenir la possibilité que le célèbre Massorète Aharon ben Moshe ben Asher ait été un Karaïte lui-même.
À la suite de la destruction du centre karaïte de Jérusalem au moment de la première croisade, le livre se retrouve en Égypte dans des circonstances inconnues, peut-être après le paiement d'une rançon aux croisés (ce type de manuscrit avait déjà une énorme valeur). C'est là qu'il est utilisé par Maïmonide (celui-ci décrit, dans son Mishné Torah, un livre de 24 rouleaux, revu par Aharon ben Moshe ben Asher, et qui venait de la terre d'Israël ; une telle description correspond parfaitement au codex).
La communauté d'Alep, propriétaire du codex, possède une tradition, selon laquelle il aurait appartenu à Maïmonide. Consignée pour la première fois au XVe siècle, elle est basée sur le témoignage de Saadia Adani, contemporain de Maïmonide. L'hypothèse selon laquelle le codex a été utilisé par Maïmonide est donc crédible, mais pas certaine : le professeur Cassuto, qui avait travaillé sur le livre, a plusieurs fois indiqué (sans explication) avant sa mort en 1951, qu'il ne croyait pas à cette théorie. Dans son livre de 1989 The Aleppo Codex in the Light of the Notes made by M. D. Cassuto, Yosef Ofer conclut que le professeur Cassuto s'est trompé et que le livre est bien celui mentionné par Maïmonide.
D'Égypte, le codex aurait gagné Alep (Syrie actuelle), peut-être vers la fin du XIVe siècle, où il est resté jusqu'au XXe siècle.
La communauté d’Alep a conservé si soigneusement ce précieux document pendant six siècles, qu’il était impossible pour des étrangers de le consulter : c’est ainsi qu'on dut renoncer à en faire une version photographique complète. Ce n’est qu’après 1947 qu'on a découvert qu’il en existait des photographies partielles, datées de 1887 (Genèse 26,37–27,30) puis de 1910 (Deutéronome 4,38–6,3).
Le 2 décembre 1947, lors des émeutes anti-juives qui font suite à la décision de l'ONU de créer un État juif sur une partie de la Palestine, le codex conservé dans la grande synagogue d'Alep a été jeté au sol et éparpillé. Malgré ce qui est souvent dit, on n'a pas trouvé de trace de feu, mais une partie des pages ont disparu, sans doute emportées par des émeutiers ou par des membres de la communauté. Il est possible qu'elles aient brûlé, mais le reste du codex ne porte pas de trace de flammes.
Le codex a alors été caché pendant une dizaine d'années par la communauté juive de Syrie, jusqu'à ce qu'il parvienne en Israël en 1958. Sur les parties manquantes, une page a été restituée en décembre 1982 par une famille juive d'Alep émigrée à Brooklyn, aux États-Unis.
Le codex est aujourd'hui exposé dans le Sanctuaire du Livre du Musée d'Israël, sous la copie du Rouleau d'Isaïe.

## Inscription au patrimoine mondial
Le codex est inscrit le 8 février 2016 sur la liste des biens culturels du patrimoine mondial de l'Organisation des Nations unies pour l'éducation, la science et la culture (Unesco). La liste où il figure est le « Registre international des biens culturels sous protection spéciale ».